# جيف بيرسون
جيف بيرسون (بالإنجليزية: Geoff Pierson)‏ مواليد 16 يونيو 1949 في شيكاغو، إلينوي، الولايات المتحدة، أمريكي بدأ مسيرته الفنية عام 1980.

## وصلات خارجية
- جيف بيرسون على موقع IMDb (الإنجليزية)
- جيف بيرسون على موقع قاعدة بيانات الأفلام العربية
- جيف بيرسون على موقع ألو سيني (الفرنسية)
- جيف بيرسون على موقع ميوزك برينز (الإنجليزية)
- جيف بيرسون على موقع أول موفي (الإنجليزية)
- جيف بيرسون على موقع قاعدة بيانات الأفلام السويدية (السويدية)
- جيف بيرسون على موقع قاعدة بيانات الفيلم (الإنجليزية)
- جيف بيرسون على موقع كينوبويسك (الروسية)